# USA South
L'équipe d'USA Rugby South Panthers, plus connue sous le nom d'USA South, est une formation régionale qui représente les États-Unis à la place de l'équipe principale dans les compétitions internationales mineures de rugby à XV. Elle participe au Championnat des Caraïbes de rugby sous le patronage de l'USA Rugby South, fédération régionale qui regroupe les comités locaux (Local Area Unions) de Deep South (DSRFU), Florida (FRFU), Georgia (GRU), MidSouth  (MSRFU), North Carolina (NCRU) et Palmetto (PRU), ainsi que la SRRA (Southern Rugby Referee Association).

## Histoire
L'équipe d'USA South a été créée pour promouvoir le rugby à un niveau supérieur dans la région, permettre à ses joueurs d'acquérir de l'expérience et attirer les supporters dans le sud-est des États-Unis.

## Palmarès
- Vainqueur de la Caribbean Rugby Championship en 2013